# 深水真紀子
深水 真紀子（ふかみ まきこ、1962年5月12日 - ）は、日本の女優、プロデューサー。本名同じ。

## 来歴・人物
- 奈良県奈良市生まれ[1]。東京都目黒区育ち。（深水三章（しんすいさんしょう）とは無関係）父親の仕事の関係で大阪府、埼玉県、東京都と転居が続いた[1]。
- お茶の水女子大学附属高等学校[2]、早稲田大学第二文学部社会専修卒業[2]。文学士。
- 高校時代は相撲、歌舞伎、落語を愛好するグループ「相歌落」（そうからく）を結成していた[2]。
- 女優になろうと決意した高校3年生の時に学校の先生によって山口果林に紹介され、これがきっかけとなって芸能界入り[3][1]。1980年『ザ・ハングマン』でデビュー[3]。
- 1981年ヤングジャンプミスコンに出場した（優勝は北原佐和子）。
- 東海テレビ制作の昼ドラ『どっきり花嫁』（与謝野晶子の嫁の半生を描いたドラマ）に初主演で出演した。その後、数本のテレビドラマ出演、所属プロダクションの変更を経て、テレビ番組等のプロデューサー。
- 所属プロダクションは、エム・スリー（1984年まで）、駒村事務所（1986年まで）、以後は不明。
- 『どっきり花嫁』の視聴率が、予想を上回る2桁となった。昭和10年代の女性を演じるため、普段もクランクインまでウールの着物で過ごしていた。NHK大河ドラマ『国盗り物語』で森蘭丸を演じた中島久之のファンで、「『どっきり花嫁』で共演できて感激した」とコメントしていた。

## テレビ出演
- まんさくの花（1981年4月 - 10月、NHK「連続テレビ小説」） 京子役
- ザ・ハングマン （1980年 - 1981年、朝日放送） 都築由紀役
- 秋なのにバラ色（1981年9月 - 12月、MBS）滝沢悠子 役
- 右門捕物帖 第21話「偽りの盛装」（1982年、日本テレビ）
- どっきり花嫁 （1982年1月 - 4月、東海テレビ）与謝野道子役
- 徳川家康（1983年1月 - 、NHK「大河ドラマ」）阿紀役
- 新ハングマン 第5話「清純派女優を汚す敏腕プロデューサー」（1983年8月26日、朝日放送） 星野こずえ役
- 山河燃ゆ（1984年1月 - 12月、NHK「大河ドラマ」） 広田登代子役
- 花丸銀平（1984年4月 - 、NHK「銀河テレビ小説」）
- しのぶ（1985年4月 -6月 、東海テレビ） 俊子役
- 紅き唇（1986年1月30日、読売テレビ「木曜ゴールデンドラマ」）
- 遊びじゃないのよ、この恋は（1986年2月 - 6月、TBSテレビ）
- 日立 世界・ふしぎ発見!「風雲!紫禁城・エンペラ－たちの北京」（1988年8月20日、TBSテレビ）第121回ミステリーハンター
- ゴーゴー!バカ大将（1990年6月2日、TBSテレビ「ドラマチック22」）
- あなたの知らない世界（1990年12月15日・22日、日本テレビ）
- 津軽竜飛岬 風の殺意（1991年、日本テレビ「火曜サスペンス劇場」） 川島千春役

## ラジオ出演
- 走る歌（1983年11月7日 - 11日、NHK-FM）

### 映画出演
- 胸さわぎの放課後（1982年、東映）洋子役

## 雑誌・その他
- 『週刊朝日』表紙（1981年5月29日号、篠山紀信撮影）
- 『サンデー毎日』に小説執筆

## プロデュース
- ココリコの世界でひとつだけの旅（2003年12月30日、テレビ東京）
- イ・ビョンホン DVD COLLECTOR'S BOX（2004年、ポニーキャニオン）[4]ライン・プロデューサー
- 情熱大陸（毎日放送）
  - 「亀井広忠・能楽師」（2004年1月4日）
  - 「川口能活・サッカー選手」（2004年5月2日）
  - 「徳永瑞子・エイズ医療活動家」（2004年10月31日）
  - 「冨田江里子・助産師」（2007年1月28日）[5]
  - 「辻信一・環境運動家」（2007年10月28日）[6]
  - 「小久保英一郎・理論天文学者」（2008年1月20日）[7]
  - 「増山誠倫・馬術選手（障害飛越）」（2008年5月18日）[8]
  - 「川原尚行・医師」（2009年1月11日）[9]
  - 「上田泰己・生命科学者」（2009年3月1日）[10]
  - 「高本陽一・ロボット製造業」（2010年2月14日）[11]
- 魔法食堂チャラポンタン（2006年、WOWOW）